# Surzyki Małe
Surzyki Małe [pronunciación en polaco: /suˈʐɨki ˈmawɛ/] (Klein alemán Sauerken) es un pueblo ubicado en el distrito administrativo de Gmina Małdyty, dentro del Condado de Ostróda, Voivodato de Varmia y Masuria, en Polonia del norte. Se encuentra aproximadamente a 11 kilómetros al sur de Małdyty, a 20 kilómetros al noroeste de Ostróda, y a 50 kilómetros al oeste de la capital regional Olsztyn.
El pueblo tiene una población de 30 habitantes.